# Белоградчик
Белоградчик или Белограџик (у значењу: бели градић; буг. Белоградчик) град је у Републици Бугарској, у крајње северозападном делу земље, седиште истоимене општине Белоградчик у оквиру Видинске области.
Град Белоградчик се налази близу границе са Србијом, наспрам Књажевца, а код града се налазе остаци старе тврђаве.

## Географија
Положај: Белоградчик се налази у крајње северозападном делу Бугарске, близу границе са Србијом — 15 km западно. Од престонице Софије град је удаљен 180 km северозападно, а од обласног средишта, Видина град је удаљен 50 km јужно.
Рељеф: Област Белоградчика се налази на северним падинама Старе Планине. Град се сместио на високо постављеном превоју између двеју долина, на преко 500 m надморске висине.
Клима: Клима у Белоградчику је континентална.
Воде: У области Белоградчика има више мањих потока.

## Историја
Област Белоградчића је првобитно била насељена Трачанима, а после њих овом облашћу владају стари Рим и Византија. Јужни Словени ово подручје насељавају у 7. веку. Од 7. века до 1396. године област је била у саставу средњовековне Бугарске као важно стратешко место с малим утврђењем на раскрсници путева Видин–Ниш и Видин–Средец (Софија).
Крајем 14. века област Белоградчића је пала под власт Османлија, који владају облашћу наредних пет векова.  Припадао je Видинском санџаку као седиште Загорске нахије. 
Српски устаници су током Првог српског устанка неколико пута опседали град, а 1809. заузео га је хајдук Вељко Петровић.
Након поновног потпадања под турско ропство и стварања Кнежевине Србије за време владавине Милоша Обреновића, следи низ устанака у Белоградчићу од 1833. до 1850. године, од којих су најважнија Манчова буна из 1836. године и Белоградчићки устанак.
Радила је од 1860. до 1876. године српска народна школа у месту. Током Другог српско-турског рата (1877–1878) и до разграничења маја 1879. у селима у околини Белоградчића функционисала је српска војна и цивилна власт. Упркос томе што је 1878. године у Белоградчићу живело значајно српско становништво и што је град ослободила српска војска, Белоградчик је постао део савремене бугарске државе. Насеље постоје убрзо средиште окупљања за села у околини, са више јавних установа и трговиштем. Пописано је у месту 1894. године 1489 становника. У општој акцији бугарске војске на обнављању пограничних тврђава крајем деветнаестог века обновљена је и белоградчићка тврђава. У Другом балканском рату 1913. генерал Вукоман Арачић заузео је Белоградчић и опсео Видин. Заповедник другог старачког пука Тодор Станковић заводи привремену цивилну управу, као начелник градске управе.

## Становништво
По попису из 2021. године Белоградчик је имао око 4080 становника. Огромна већина градског становништва су етнички Бугари. Остатак су махом Роми. Последњих десетлећа град, као и читава Видинска област, губи становништво због удаљености од главних токова развоја у земљи. Претежна вероисповест месног становништва је православна.

## Галерија
- Познато природно добро — Стење изнад града
- Средишњи трг
- Здање општине
- Градско читалиште
- Белоградчичка тврђава

## Градови побратими
- Књажевац, Србија
- Дубно, Украјина